# Jan Divecký
Jan Divecký (* 1. leden 1972, Mělník) je stomatolog, pedagog a autor řady česky psaných publikací s židovskou tematikou. Po absolvování Karlovy univerzity studoval ješivu Machon Me'ir v Jeruzalémě. V letech 1998–2000 pracoval jako vedoucí pražského rabinátu a poté vyučoval judaismus na Lauderových školách v Praze. Je autorem úspěšné edice komentovaných biblických příběhů, která vychází v nakladatelství P3K. Napsal také knihu Vzpomínky panského kočího, která prozkoumává alternativní historii českých zemí v 19. a 20. století. Ve volbách do poslanecké sněmovny v roce 2021 neúspěšně kandidoval na kandidátce Koruny České v Praze z 23. místa. Od roku 2022 je členem Koruny České (monarchistické strany Čech, Moravy a Slezska).

## Vydané publikace
- Židovský kalendář a jeho svátky. Judaismus pro I. ročník gymnázia. Židovská obec v Praze: 2000. 47 s.
- Židovské svátky. Kalendář od Pesachu do Purimu. 1. vyd. Praha, P3K: 2005. 80 s.
- Příběhy Tóry. Patnáct biblických zamýšlení. 2. vyd. Praha, P3K: 2010. 144 s.
- Izrael soudců a králů. 1. vyd. Praha, P3K: 2006. 144 s.
- Králové Izraele. Příběhy biblických hrdinů. 1. vyd. Praha, P3K: 2010. 160 s.
- Vzpomínky panského kočího. Praha, Janiii: 2019. 244 s.
- Uličníci. Praha, Janiii: 2020. ekniha